# جاك هادن
جاك هادن (بالإنجليزية: Jack Haden)‏ هو لاعب كرة قدم أمريكية أمريكي، ولد في 2 أكتوبر 1914 في فورت وورث في الولايات المتحدة، وتوفي في 25 يناير 1996 في أوديسا في الولايات المتحدة.

## وصلات خارجية
- جاك هادن على موقع مرجع كرة القدم المحترفة.كوم (الإنجليزية)
- جاك هادن على موقع JustSportsStats.com (الإنجليزية)